# Argon2
Argon2 je funkce pro odvození klíče vytvořená výzkumníky z Lucemburské univerzity. V červnu 2015 se stala vítězem Password Hashing Competition. Autoři Alex Birjukov, Daniel Dinu a Dmitrij Chovratovič uvolnili referenční implementaci naprogramovanou v jazyce C pod licencemi CC0 a Apache License.
Už v prosinci 2017 ji ve své verzi 7.2 zařadila mezi podporované algoritmy platforma PHP.